# ファビウス・コンスタブル
ファビウス・コンスタブル は、イタリアの作曲家でハープ奏者。ケルティックハープ・オーケストラ (Celtic Harp Orchestra) の創立者で、イタリアを中心に、世界各地で数多くの公演を行っており、来日公演も数多く行っている。

## 来歴
ファビウス・コンスタブルは、イタリアのコモで生まれる。4歳のとき、ミラノ・アカデミー「G. Verdi」にてピアノ演奏を学び始め、ミラノ音楽院を卒業する。アイルランド、ブルターニュにてハープ奏者のミルドフィン、エウロン、その他多くのハープ奏者より演奏技術を習得した。
ローマ・コンサート・ホール、ミラノ大聖堂、ダブリン・トリニティ・カレッジ、ミュンヘン聖パトリック・パレード、ナポリ音楽院を始め、ヨーロッパ全土、アジア、日本、世界各地で公演している。2016年時点までにヨーロッパ・アジア各国での公演数は500回を超える イタリア国営テレビRAI、スイステレビ放送RTSI、中国国営テレビ、CCTV3、NHK（日本放送協会）などの多くのメディアより取材を受け続けている。
2002年にケルティックハープのオーケストラケルティックハープ・オーケストラ（Celtic Harp Orchestra, CHO）を創設し、ディレクターを務める。24器のケルティックハープに加えて、フィドル、チェロ、スコティッシュパイプ、ドラム、ギター、そしてコーラスで構成されている。アルバム "The Mist" は12万枚を超えるセールスを記録した  。
2011年の東日本大震災直後にイタリアより単身来日。東北、岩手、宮城、福島の被災地、避難所で23のコンサートを開催した。欧米の音楽家で最初に被災地に入り、演奏による慰問を行った。
アンドレア・ボチェッリなど多くの世界的アーティストと共演を重ねている。
2012年、ボローニャ大学における日本の建築家安藤忠雄の講演、講義において、作曲と演奏を務める。
2013年、慈善活動と音楽の芸術性を認められ、イタリア大統領ジョルジョ・ナポリターノより勲章を授与された。
2019年、イタリア共和国より国家的な称号、騎士のCavalieriを授与された。
2020年より、Return2Natureという音楽活動により地球に緑を増やす活動を行なっており、イタリアや世界各地で植林が行われている。
演奏家として、作曲家として、また音楽プロデューサーとして、世界的に活躍を続けている。コンサートも数多く催されている。

## ディスコグラフィー

### アルバム
- Celtic World (2003)
- Keltic (2004)
- Got the Magic (2004)
- Anphisbena (2005)
- The Myst (2005)
- Tale of the Fourth (2008)
- Three Letters to the Moon (2010)
- Best of Celtica, Vol.2 (2012)
- Best of Celtica, Vol.3 (2012)
- Three Letters from the Sun (2014)[17][18]